# Bronisław Majewski (generał)
Bronisław Majewski (ur. 4 października 1853 we Lwowie, zm. 15 lipca 1934 w Przemyślu) – generał lekarz cesarskiej i królewskiej armii i Wojska Polskiego.

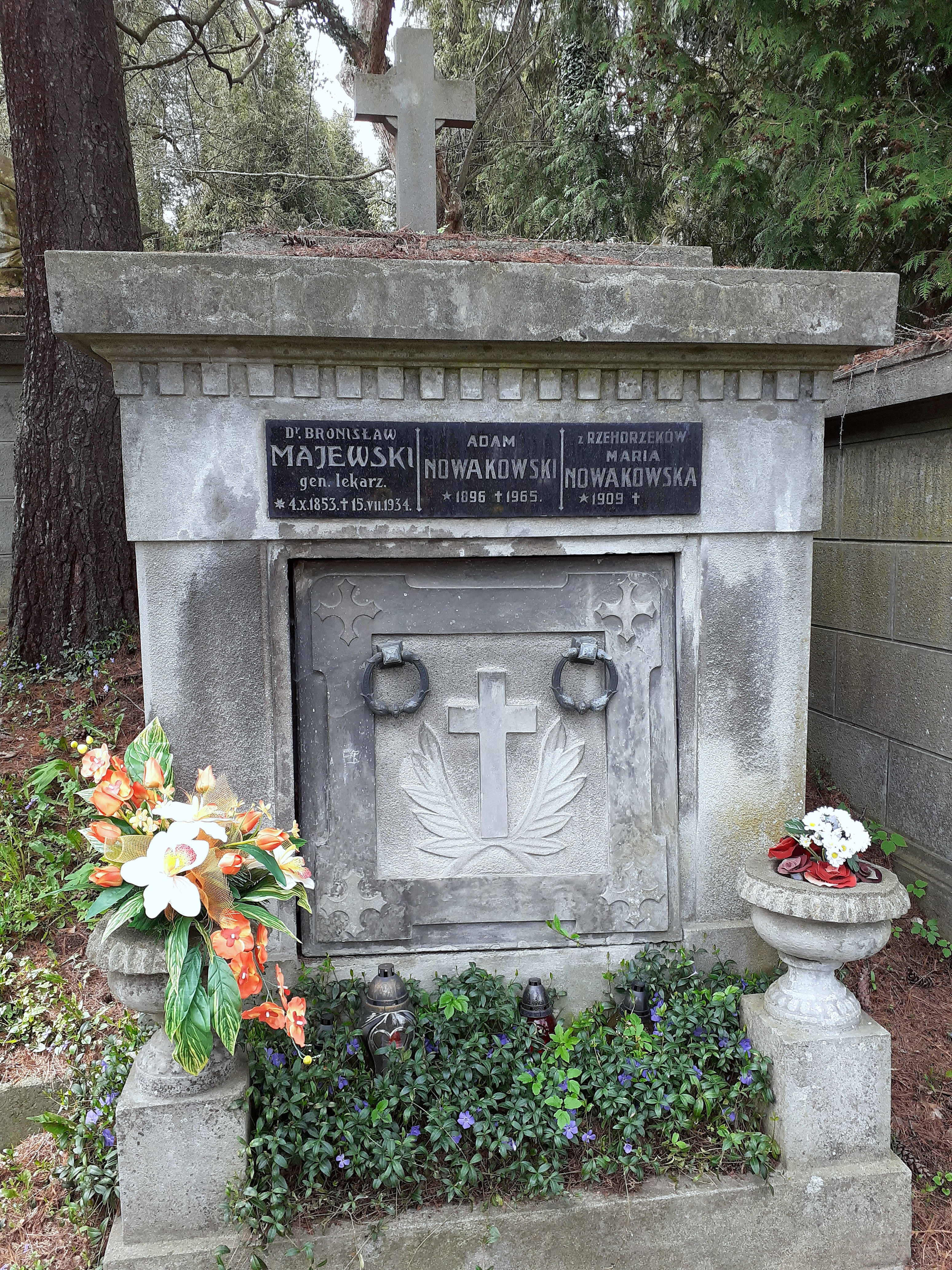
Grobowiec gen. Bronisława Majewskiego

## Życiorys
Urodził się we Lwowie, w rodzinie Adama i Teodory z Orłowskich. W 1872 zdał egzamin dojrzałości w Gimnazjum Polskim (bernardyńskim) we Lwowie (absolwentami zostali wówczas także Michał Rembacz, Józef Wiktor). Wstąpił na Wydział Medyczny Uniwersytetu Wiedeńskiego. W trakcie studiów związał się z wojskową służbą zdrowia. W latach 1877–78 uczestniczył w wojnie serbsko-tureckiej m.in. jako dowódca szpitala polowego w Kruševacu.
28 czerwca 1881 uzyskał dyplom ukończenia studiów, a 1 marca 1882 uzyskał status starszego lekarza służby czynnej. Służył w garnizonach w Sarajewie, Tuzli, Kiseljaku i Fočy. W 1883 przeniesiony do 1 pułku inżynieryjnego w Krakowie, awansował na lekarza pułkowego II klasy (1884). Odbył praktykę w klinice chirurgicznej Uniwersytetu Jagiellońskiego u prof. Mikulicza. W 1888 przeniesiony do 2 pułku inżynieryjnego w Twierdzy Przemyśl, rok później awansował na lekarza pułkowego I klasy, a następnie na lekarza sztabowego, starszego lekarza sztabowego drugiej klasy (1902), starszego lekarza sztabowego pierwszej klasy (1907). W Przemyślu był kierownikiem kursów dla chirurgów garnizonowych, a także nauczycielem języka rosyjskiego w korpusie oficerskim. W latach 1893–1907 pełnił funkcję ordynatora szpitala garnizonowego nr 3 (ul. Słowackiego), a od 11 kwietnia 1907 komendanta. 1 listopada 1909 został szefem służby zdrowia 10 Korpusu. 1 maja 1912 awansowany na stopień generalnego lekarza sztabowego.
W czasie I wojny światowej pełnił funkcję szefa sanitarnego i naczelnego chirurga 2 i 1 Armii. 1 października 1915 na własną prośbę przeszedł w stan spoczynku, w związku z nie otrzymanym awansem na szefa korpusu lekarzy austro-węgierskich sił zbrojnych. 28 października tego roku powołany do służby czynnej, służył w rezerwowych szpitalach na terenie Czech.
4 października 1918 zgłosił się do formującego się Wojska Polskiego. W 1919 został przyjęty w stopniu generała podporucznika lekarza rezerwy. W czasie wojny z bolszewikami oddał się do dyspozycji szefa sanitarnego Dowództwa Okręgu Generalnego „Lwów”. 1 maja 1920 został zatwierdzony z dniem 1 kwietnia 1920 w stopniu generała podporucznika lekarza, w Korpusie Lekarskim, w grupie oficerów byłej armii austriacko-węgierskiej. Do śmierci praktykował i mieszkał w Przemyślu (przy ul. Puszkina 18).

## Ordery i odznaczenia
- Komandor z Gwiazdą Orderu Franciszka Józefa (1915)[5]
- Krzyż Kawalerski Orderu Korony Żelaznej (1911)
- Krzyż Kawalerski Orderu Franciszka Józefa (1907)
- Złoty Krzyż Zasługi Cywilnej z Koroną
- Odznaka Honorowa Czerwonego Krzyża (niem. Ehrenzeichen vom Roten Kreuz) z dekoracją wojenną
- Medal Waleczności (niem.Tapferkeitsmedaille)
- Signum Laudis (niem. Militärverdienstmedaille)
- Odznaka za Służbę Wojskową (25 lat)
- Krzyż Jubileuszowy Wojskowy
- Krzyż Pamiątkowy Mobilizacji 1912–1913
- Krzyż Mariański